# Franka Kuljiš
Franka Kuljiš (djevojački Hatze, Split (tada Primorska banovina, Kraljevina Jugoslavija), 19. travnja 1927. - Varaždin, Hrvatska, 25. studenoga 2004.), hrvatska balerina, koreografkinja i baletna pedagoginja.

## Mladost
Rođena je u Splitu, u obitelji u uglednoj obrtničkoj obitelji Marka Romana Marina Hatzea (1891. – 1954.) i Vjekoslave Hatze (rođene Mitrović, 1907. – 1982.). Majčin djed Petar Mitrović (1875. – 1953), bio je Hrvat iz splitskog Velog Varoša te je bio član Stranke prava u Splitu, u doba Austro-Ugarske Monarhije, te se snažno protivio autonomaškom pokretu. Po očevoj strani, djed mu je bio Austrijanac, Aloiz (Vjekoslav) Hatze (1851.) rođen u Slovenskoj Bistrici, koji je oženio Splićanku, Faninu Paškvu Bonačić (1853. – 1937.). Obitelj je imala troje djece, kćer Franku te dvojicu sinova, liječnika Gordana (1930. – 1995.) i odvjetnika Vjekoslava (1927.-?), inače njihov je stric bio poznati hrvatski skladatelj i dirigent Josip Hatze (1879. – 1959.).

### Politički progoni
Obitelj je u vrijeme socijalističke Jugoslavije bila pod nadzorom zbog etikete hrvatskog nacionalizma dvojice braće Hatze, Vjekoslava i Gordana. Zbog toga se i sestra Franka našla pod udarom splitske UDB-e, te su bile tijekom 1947.godine bile ispitivane dvije balerine splitskog HNK o svojem poznanstvu s Frankom Hatze. Naime, radilo se o Nevi Slišković i Mirjani Tolić (rođene 25.ožujka 1928., u Splitu), te je u tim je ispitivanja, kao istražitelj UDB-e (kod ispitivanja Mirjane Tolić) sudjelovao Milivoj Kujundžić, kasnije, u vrijeme samostalne Hrvatske, saborski zastupnik iz redova HDZ-a, a u to vrijeme s kraja četrdesetih i pedesetih je osobno sudjelovao u odvođenju njezinog starijeg brata Vjekoslava, te je sudjelovao kao poticatelj u premlaćivanju mlađeg brata Gordana.
U razdoblju socijalističke Jugoslavije usprkos svemu je bila pod operativnim nadzorom UDB-e / SDS-a kako zbog slučajeva svoje braće, Vjekoslava i Gordana, zbog kavlifikacije kako pripada obitelji funkcionara bivše građanske stranke u staroj Jugoslaviji (HSS) do 1945., članstva u masonskim organizacijama ili Rotary klubovima do 1945., te kako je bila suradnica obavještajnog ili policijskog aparata NDH, te talijanskih i njemačkih okupatora tijekom Drugog svjetskog rata.
Kasnije, nakon demokratskih promjena u Hrvatskoj, kontaktirali su je nepoznate osobe, predstavivši se kao prijatelji Milivoja Kujundžića, koji su se interesirali za informacije o njezinom bratu Gordanu Hatzeu, što je ona odbila. U svojem intervjuu u tjedniku Globus, Kujundžić je naveo kako je primio poštom anonimno pismo puno osude, te je smatrao da mu je to poslala upravo Franka Kuljiš.

## Karijera
Bila je balerina u splitskom HNK, odnosno u baletnom zboru Narodnog kazališta u Splitu, gdje je vodila baletni studio. Bila je solistica u baletu "Grob u žitu" u režiji Silvija Bombardellija, u kojem je igrala četvrti stavak Djevojka jagoda sniva, u kojem je interpretirala lirsku rasparušenost djevojačkog sna. Tu je i upoznala redatelja Tomislava Kuljiša (1925. – 2002.), za kojeg se kasnije i udala, te je koreografirala njegove opere i operete, među kojima se ističe opereta Lijepa Jelena (J. Offenbach), zatim je koreografirala i za Splitske ljetne priredbe, gdje je njezin suprug Tomislav Kuljiš režirao još pedesetak opera i opereta, među kojima opere G. Verdija Aida (sa S. Bombardellijem, 1957; postala zaštitni znak Splitskih ljetnih priredba), Otello (1957), Krabuljni ples (1958), Traviata (1959), Trubadur (1960), Rigoletto (1961), Nabucco (1962), Don Carlos (1963), Moć sudbine (1967) i Simon Boccanegra (1978),G. Puccinija Tosca (1957), Madame Butterfly (1959), La Bohème (1961), Manon Lescaut (1964), P. Mascagnija Cavalleria rusticana (1957), R. Leoncavalla Pagliacci (1957), U. Giordana André Chénier (1958), G. Rossinija Seviljski brijač (1958), V. Bellinija Norma (1958), A. Ponchiellija Gioconda (1961). Režirao i opere Ukleti Holandez, Lohengrin (R. Wagner, 1957, 1959), Orfej (C. W. Gluck, 1961), Samson i Dalila (C. Saint-Saëns, 1961), Carmen (G. Bizet, 1961), Faust (C. Gounod, 1962), Didona i Enej (H. Purcell, 1962) te operete Sylva/Kneginja čardaša (I. Kálmán, 1959), Zemlja smiješka (F. Lehár, 1960), Šišmiš (J. Strauss ml., 1965), Moja sestra i ja (R. Benatzky, 1967). Od djela hrvatskih skladatelja njezin je suprug režirao, a ona koreografirala  Ekvinocij I. Brkanovića (1957), Đerdan (1958), Ero s onoga svijeta (1959), Mila Gojsalića (1960) i Stanac (1966) J. Gotovca, Adel i Mara J. Hatzea (1959), Mala Floramye, Spli’ski akvarel (s A. Jelaskom, 1959) i Marco Polo (1962) I. Tijardovića te Nikola Šubić Zrinjski I. Zajca (1960).
Živjela je u Splitu, potom u Zagrebu, da bi umirovljeničke dane provela u Varaždinu, gdje je i umrla, 25.studenoga 2004., u sedamdesetsedmoj godini života. Pokopana je na splitskom groblju Lovrinac.